# Primeira Divisão 1985-86
La Primeira Divisão 1985/86 fue la 52.ª edición de la máxima categoría de fútbol en Portugal. Porto ganó su 9° título. El goleador fue Manuel Fernandes del Sporting de Portugal con 30 goles.

## Tabla de posiciones
| Pos | Equipo               | PJ | PG | PE | PP | GF | GC | Pts |                               |
| --- | -------------------- | -- | -- | -- | -- | -- | -- | --- | ----------------------------- |
| 1   | Porto                | 30 | 22 | 5  | 3  | 64 | 20 | 49  | Copa de Campeones de Europa   |
| 2   | Benfica              | 30 | 21 | 5  | 4  | 54 | 13 | 47  | Recopa de Europa              |
| 3   | Sporting de Portugal | 30 | 20 | 6  | 4  | 64 | 20 | 46  | Copa UEFA                     |
| 4   | Vitória Guimarães    | 30 | 16 | 8  | 6  | 51 | 29 | 40  | Copa UEFA                     |
| 5   | Boavista             | 30 | 14 | 8  | 8  | 44 | 29 | 36  | Copa UEFA                     |
| 6   | Chaves               | 30 | 11 | 7  | 12 | 28 | 38 | 29  |                               |
| 7   | Portimonense S.C.    | 30 | 11 | 6  | 13 | 29 | 32 | 28  |                               |
| 8   | Belenenses           | 30 | 7  | 14 | 9  | 27 | 30 | 28  |                               |
| 9   | Braga                | 30 | 9  | 8  | 13 | 34 | 47 | 26  |                               |
| 10  | Académica de Coimbra | 30 | 9  | 7  | 14 | 28 | 38 | 25  |                               |
| 11  | Salgueiros           | 30 | 9  | 7  | 14 | 21 | 37 | 25  |                               |
| 12  | Marítimo             | 30 | 8  | 6  | 16 | 26 | 50 | 22  |                               |
| 13  | Aves                 | 30 | 7  | 8  | 15 | 25 | 42 | 22  | Descenso a la Segunda Divisão |
| 14  | Vitória Setúbal      | 30 | 7  | 8  | 15 | 32 | 42 | 22  | Descenso a la Segunda Divisão |
| 15  | Penafiel             | 30 | 4  | 10 | 16 | 16 | 38 | 18  | Descenso a la Segunda Divisão |
| 16  | Covilhã              | 30 | 5  | 7  | 18 | 23 | 61 | 17  | Descenso a la Segunda Divisão |

|                            |
| Campeón FC Porto 9° título |